# سقوط لندن (فیلم)
سقوط لندن (به انگلیسی: London Has Fallen) یک فیلم اکشن، سیاسی و دلهره‌آور آمریکایی به کارگردانی بابک نجفی است که در سال ۲۰۱۶ منتشر شد. از بازیگران آن می‌توان به جرارد باتلر، آرون اکهارت، آنجلا باست، مورگان فریمن، و رادا میشل اشاره کرد. این فیلم دنباله‌ای بر فیلم سقوط المپیوس می‌باشد.
تیزر فیلم در ژوئیه ۲۰۱۵ منتشر شد و برای انتشار در این تاریخ مورد انتقاد قرار گرفت زیرا تیزر فیلم همزمان با سالگرد حملات هفتم ژوئیه ۲۰۰۵ لندن رونمایی شد، حمله‌ای که طی آن ۵۲ نفر کشته شدند.
دنباله این فیلم با عنوان انجل سقوط کرده‌است در سال ۲۰۱۹ اکران شد.

## داستان
پس از مرگ مشکوک نخست‌وزیر انگلستان، سران اکثر کشورهای جهان برای مراسم تدفین وی در لندن حضور می‌یابند و این زمان بسیار مناسبی برای تروریست‌هاست تا تمامی رهبران را یکجا از میان ببرند.